# طرطوف (مسرحية)
طرطوف مسرحية سورية من إنتاج عام (1966) للكاتب المسرحى الفرنسى الشهير موليير، الذي رحل في 17 فبراير 1673 وهي قصة تعالج مشكلة النفاق والتستر بستار الدين. 

## الممثلين
- هاني الروماني
- ياسر العظمة
- منى واصف
- هالة شوكت